# Corbère-les-Cabanes
Corbère-les-Cabanes är en kommun i departementet Pyrénées-Orientales i regionen Occitanien i södra Frankrike. Kommunen ligger i kantonen Millas som tillhör arrondissementet Perpignan. År 2022 hade Corbère-les-Cabanes 1 155 invånare.

## Befolkningsutveckling
Antalet invånare i kommunen Corbère-les-Cabanes
| Referens: INSEE |